# Tổng giáo phận Tây An
Tổng giáo phận Tây An (tiếng Trung: 天主教西安总教区; tiếng Latinh: Archidioecesis Singanensis) là một Tổng giáo phận của Giáo hội Công giáo Rôma ở Trung Quốc, có tòa giám mục tại Tây An, Thiểm Tây.

## Lịch sử
- 12/4/1911: Hạt Đại diện Tông tòa Trung Xiểm Tây được tách ra từ Hạt Đại diện Tông tòa Bắc Xiểm Tây.
- 3/12/1924: Đổi tên thành Hạt Đại diện Tông tòa Tây An Phủ.
- 11/4/1946: Nâng cấp thành Tổng giáo phận đô thành Tây An.

## Lãnh đạo qua từng thời kì
- Tổng giám mục Tổng giáo phận Tây An
  - Tổng giám mục Antôn Đảng Minh Ngạn (黨明彥), (2006–hiện tại)[1]
  - Tổng giám mục Antôn Lý Đốc An (李笃安), (5/4/1987 - 25/5/2006)
  - Giám mục Pacificô Lý Tuyên Đức, O.F.M. (李宣德) (Giám quản Tông tòa 25/1/1952–1972)
  - Tổng giám mục Pacificô Giulio Vanni, O.F.M. (萬九樓) (11/4/1946 - 10/5/1952)
- Đại diện Tông tòa Tây An Phủ
  - Giám mục Pacificô Giulio Vanni, O.F.M. (萬九樓) (sau trở thành Tổng giám mục) (14/6/1932–11/4/1946)
  - Giám mục Fiorenzo Umberto Tessiatore, O.F.M. (戴夏德) (16/5/1928–10/4/1932)
  - Giám mục Eugenio Massi, O.F.M. (希賢) (3/12/1924–26/1/1927)
- Đại diện Tông tòa Trung Xiểm Tây
  - Giám mục Eugenio Massi, O.F.M. (希賢) (7/7/1916–3/12/1924)
  - Giám mục Auguste-Jean-Gabriel Maurice, O.F.M. (穆理思) (12/4/1911–tháng 1/1916)